# Dacrycarpus
Genre
Classification phylogénétique
Dacrycarpus  est un genre d'arbres conifères de la famille des Podocarpaceae, originaire d'Asie du Sud-Est et d'Océanie

## Liste d'espèces
- Dacrycarpus cinctus
- Dacrycarpus compactus
- Dacrycarpus cumingii
- Dacrycarpus dacrydioides
- Dacrycarpus expansus
- Dacrycarpus imbricatus
- Dacrycarpus kinabaluensis
- Dacrycarpus steupii
- Dacrycarpus vieillardii